# Oxypoda obliqua
Oxypoda obliqua är en skalbaggsart som beskrevs av Thomas Casey 1906. Oxypoda obliqua ingår i släktet Oxypoda och familjen kortvingar. Inga underarter finns listade i Catalogue of Life.